# Calcinus hakahau
Calcinus hakahau is een tienpotigensoort uit de familie van de Diogenidae. De wetenschappelijke naam van de soort is voor het eerst geldig gepubliceerd in 1998 door Poupin & McLaughlin.